# Sonsoles Álvarez de Toledo
Sonsoles Álvarez de Toledo y Urquijo (Llodio, 14 de septiembre de 1932) es una aristócrata española. Fue una de las fundadoras de la Asociación de Víctimas del Terrorismo, cuya presidencia ostentó entre 1999 y 2003.
Es hija de Alfonso Álvarez de Toledo y Cabeza de Vaca, XI marqués de Villanueva de Valdueza, y de Pilar de Urquijo y Landecho, perteneciente a la familia de los marqueses de Urquijo. Se casó en Madrid el 24 de marzo de 1956 con Alfonso Queipo de Llano y Acuña, vizconde de Valoria, militar del arma de Caballería y posteriormente jinete olímpico.
En 1979, su marido era teniente coronel de Caballería, y profesor en la Academia de Caballería de Valladolid. Ambos se encontraban en Zaragoza el 12 de julio de 1979 para que el teniente coronel Queipo de Llano pudiese entregar el despacho de la Academia Militar a un sobrino de Sonsoles. Su marido murió en el incendio del hotel Corona de Aragón. Álvarez de Toledo resultó herida.
En 1981, junto con Ana María Vidal-Abarca (cuyo marido, comandante de Caballería, había sido asesinado por ETA en Vitoria) e Isabel O'Shea (que había tenido que dejar el País Vasco debido a las amenazas terroristas), crearon la Asociación de Víctimas del Terrorismo (AVT). Aunque Vidal-Abarca y Álvarez de Toledo no se conocían, sí se conocían sus maridos, ambos militares del arma de Caballería. Inicialmente, las tres fundadoras ejercieron colegiadamente la dirección de la asociación, para posteriormente pasar el testigo a Pedro García Sánchez. En 1989, Vidal-Abarca accedió a la presidencia. Tras su dimisión en 1999, Sonsoles Álvarez de Toledo pasó a ocupar la presidencia de la AVT, siendo sucedida en 2003 por Luis Portero de la Torre, hijo del fiscal jefe del Tribunal Superior de Justicia de Andalucía Luis Portero, asesinado por ETA en octubre de 2000.